# Ribeira de Odelouca
A ribeira de Odelouca é um pequeno curso de água português com 92,5 km de comprimento. Nasce na Serra do Caldeirão, ainda no concelho de Almodôvar (freguesia de São Barnabé), correndo no sentido leste-oeste até chegar às encostas da Serra de Monchique, onde inflete para sudoeste e enfim para sul, vindo a desaguar como afluente do rio Arade.